# Щит

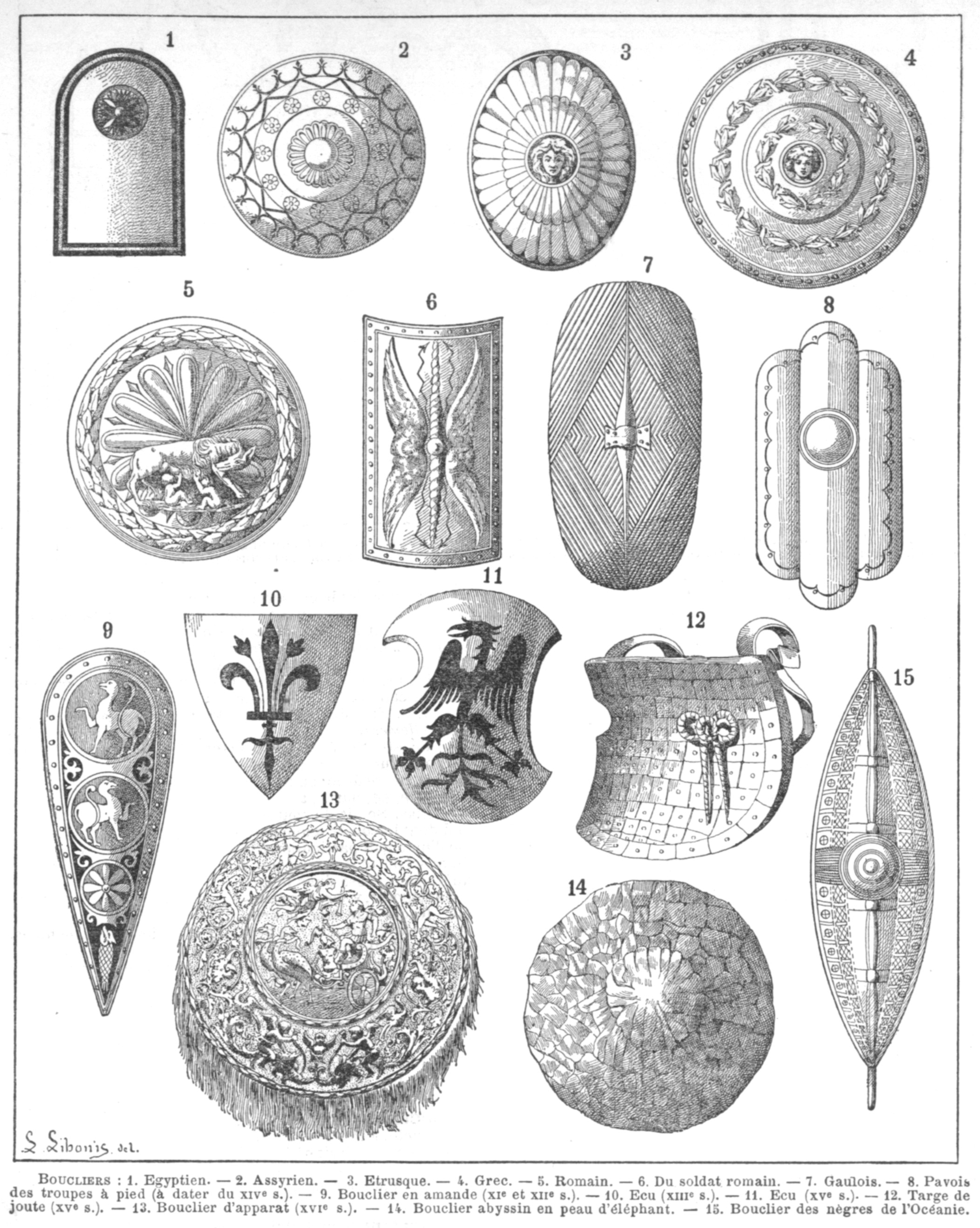
Види щитів

Щит — заслона для захисту воїна від удару холодною зброєю, один з найстарших видів озброєння. Щит — це перше власне бойове спорядження людства, оскільки списи, луки та стріли спершу використовувалися мисливцями не для бойового призначення.
Розміри, форма і матеріал щита мінялися в залежності від країни та епохи. Звичайно щити робили з дерева, плетеного пруття, покривали шкірою, оковували металом або робили з металу. Щити носили на руці за допомогою ременів або скоби чи руків'я. Щити виробляли спеціальні ремісники — щитники. Щит був символом військової честі й перемоги; вираз: «повертатися з щитом» — бути переможцем, «на щиті» — бути переможеним, убитим у бою. «Узяти город на щит» — значило здобути та пограбувати його.

## Етимологія
Українське слово щит (д.-рус. щитъ) походить від прасл. *ščitъ, що вважається спорідненим з лит. skiẽtas («перекладина на бороні», «ткацьке бердо»), латис. šk̨iêts («ткацьке бердо») і šk̨ieta «грудна кістка у гусей», дав.-прусск. scaytan («щит»), ірл. scīath («щит»), лат. scūtum < *skoitom («щит», «скутум»), кімр. ysgwyd і виводиться з праіндоєвропейського кореня *skei-t- («ділити», «відмежовувати») або *(s)kei- («відділяти», «краяти»). Спорідненість з гот. skildus, нім. Schild, англ. shield не доведена.

## Елементи щита
- Основа щита — може бути дерев'яною (частіше за все), сплетеною з пруття, шкіряною на дерев'яному каркасі та (рідше) повністю металевою.
- Руків'я — дерев'яна планка з внутрішнього боку, закріплена ременями.
- Довгий ремінь призначався для носіння щита за спиною.
- Умбон — металева напівсферична або конусна накладка у центрі щита.
- Окантовка — оківка крайок щита.
- Порпакс — центральне руків'я давньогрецького щита гоплітів (гоплона).

## Види щитів
- Адарга — шкіряний щит іспанських маврів. Також уживався в іспанській армії у XV—XVI ст.
- Аспіс або гоплон — щит давньогрецької важкої піхоти (гоплітів).
- Баклер — маленький круглий щит, уживаний у Європі
- Гоплон — щит давньогрецької важкої піхоти (гоплітів).
- Калкан — круглий східний щит.
- Кетра — круглий іберійський щит.
- Кліпеус — давньоримський овальний щит.
- Краплеподібний щит — щит у формі краплі (мигдалю), направленої гострим кінцем донизу. Був поширений у Європі у X—XIV століттях.
- Павеза — великий щит у зріст людини.
- Парі — щит грузинських горців.
- Парма (пармула) — невеличкий круглий або овальний щит, який використовувався у римській піхоті, а також гладіаторами.
- Пельта — щит давньогрецької легкої піхоти (пельтастів).
- Праскоподібний щит — західноєвропейський щит, який розвився з краплеподібного. Був поширений з XII-го століття.
- Скутум — щит римських легіонерів.
- Тарч — європейський чотирикутний щит. Уживався з XIII—XIV ст. до XV—XVI ст.
- Тарч (торч) — щит зі залізною рукавицею у центрі, уживаний воїнами Московії у XVI—XVII ст. під час оборони фортець.
- Туреос (фіреос) — великий овальний щит, уживаний давніми греками з ІІІ ст. до н. е.
- Щит-ліхтар — різновид баклера, споряджений «ліхтарем» (виступом з отворами). Уживався у XV—XVI ст.

### Легкі щити
У першу чергу легкі щити використовували для захисту від стріл та інших метальних снарядів. Цей тип щитів виник раніше інших, перші щити такого типу виготовляли з переплетеного пруття, яке обтягували шкірою тварин. Такі щити не були дуже міцними, їх можна було знищити будь-яким типом холодної зброї, але стріли і дротики витримували дуже добре.
Такі щити могли бути різних розмірів, іноді вони закрити воїну весь тулуб, іноді від плеча, до коліна, але висота такого щита майже ніколи не перевищувала 70 см, а маса була до 500 г, що робило його неймовірно мобільним, та швидким.

### Важкі щити
У ХІІІ-XVI ст. використовувалися павези, за якими укривалися арбалетники. Важкі щити, встановлені на колесах чи санях, служили для облаштування гуляй-города.

### Круглі щити
Щити такого типу були трохи більшого розміру, ніж легкі (у діаметрі до 90 см), мали відносно малу масу та вже були призначені не лише для захисту від дальньої зброї (луків, арбалетів), а й від деяких ударів зброєю для ближнього бою.

## Сучасне уживання
У теперішній час щити уживаються поліцією різних країн світу під час придушення вуличних заворушень. Такі щити робляться з пластику або алюмінію і мають різні розміри. Під час проведення спецоперацій застосовують важкі штурмові щити, які здатні витримати влучення куль.